# Adisura
Adisura é um gênero de traça pertencente à família Arctiidae.

## Espécies
- Adisura aerugo (Felder and Rogenhofer, 1874)
- Adisura affinis Rothschild, 1921
- Adisura atkinsoni Moore, 1881
- Adisura bella Gaede, 1915
- Adisura callima Bethune-Baker, 1911
- Adisura goateri Hacker & Saldaitis, 2011
- Adisura litarga (Turner, 1920)
- Adisura malagassica Rothschild, 1924
- Adisura marginalis (Walker, 1858)
- Adisura straminea Hampson, 1902